# Zona de Planificación 7 de Ecuador
La Región Austral o Zona de Planificación 7 de Ecuador del país está integrada por las provincias de El Oro, Loja y Zamora Chinchipe, tiene una extensión aproximada de 33.000 km². paulatinas desmembraciones territoriales la han convertido en un enclave, que se extiende entre los paralelos 3 y 5 de latitud sur y los meridianos 78 y 81 de longitud oeste".

## Historia
Estas provincias que constituyen, históricamente, una sola comunidad socioeconómica, vigorosamente interdependiente con características y perspectivas similares. El núcleo histórico y geográfico de esta región es Loja; el polo más dinámico de su economía, a la vez que uno de los puertos marítimos más importantes del Océano Pacífico, constituye la ciudad de Machala-Puerto Bolívar.

## Geografía
La Región Austral del Ecuador se ubica en el extremo meridional del territorio ecuatoriano, comprende la región insular del Archipiélago de Jambelí, la zona litoral o baja de la provincia de El Oro, toda la provincia de Loja y la zona oriental o amazónica perteneciente a la provincia de Zamora Chinchipe. Geográficamente se localiza entre los paralelos 3 y 5 de latitud sur y los meridianos 78 y 81 de longitud oeste. El territorio de la Región Sur limita al norte con la provincia del Guayas, Azuay y Morona Santiago; al sur y este con la República del Perú; y, al oeste con el Océano Pacífico. La superficie continental de la Región Sur es de aproximadamente 40.000 km", equivalentes a más del 14% de la superficie del País. De estos 40.000 km-, 2.750 km² corresponden a la superficie agrícola, lo que constituye el 14% de la superficie agrícola total del País.